# ES-264
A ES-264 é uma rodovia transversal do estado do Espírito Santo. A estrada liga Ibicaba, em Afonso Cláudio, a Nova Almeida, na Serra. É denominada rodovia Dalmácio Espíndula entre Afonso Cláudio e Santa Maria de Jetibá, e denominada rodovia Luiz Falqueto entre a ponte sobre o rio Guandu e São Francisco Xavier do Guandu, em Afonso Cláudio.
A rodovia possui 204,550 quilômetros. Passa por Ibicaba, Afonso Cláudio, Alto Lajinha, Garrafão, Potratz, Santa Maria de Jetibá, Santa Leopoldina, Timbuí e Nova Almeida.